# 에어 프랑스
에어 프랑스(프랑스어: Air France 에르 프랑스[*], 프랑스어 발음: [ɛːʁ fʁɑ̃s])는 에어 프랑스-KLM 그룹의 사업부로 KLM을 합병하기 전에는 프랑스의 국책 항공사였으며, 2009년 9월 기준 종업원수는 60,686명이다.
본사는 파리 시 근교의 샤를 드 골 공항에 있으며 현재는 에어 프랑스-KLM이 쓰고 있다. 2001년 4월부터 2002년 3월까지 4,330만 명의 승객을 실어 나르고 125억 3천만 유로를 벌어들였다. 에어 프랑스의 자회사 레지오날은 주로 유럽 내에서 제트 비행기와 터보프롭 비행기로 지역 항공 노선을 운항하고 있다.

## 역사
1933년 10월 7일 에르오리앙(프랑스어: Air Orient), 아에로포스탈(프랑스어: Compagnie Générale Aéropostale), 트랑스포르 아에리엥(프랑스어: Société Générale de Transport Aérien, SGTA, 프랑스 최초의 운송회사, 1919년에 설립), 에르 위니옹(프랑스어: Air Union), 나비가시옹(프랑스어: Compagnie Internationale de Navigation, CIDNA)가 합병하여 설립되었다.
에어 프랑스는 유럽의 넓은 지역과 북아프리카의 프랑스 식민지 등에 항공기를 운항하였다. 제2차 세계 대전 동안에는 에어 프랑스는 모로코 카사블랑카로 본사를 옮겼었다. 영화 카사블랑카에 에어 프랑스가 묘사되었다. 제2차 세계 대전이 끝나고 회사는 국유화되어 국유회사 에어 프랑스(프랑스어: Société Nationale Air France)가 1946년 1월 1일 설립되었다.
1948년 6월 16일에 의회의 법률에 의하여 국유회사 에어 프랑스(프랑스어: Compagnie Nationale Air France)가 설립되었다. 정부가 신 회사 지분의 70%를 소유하였었고, 2002년 중반 현재에도 여전히 54%를 가지고 있다. 1948년 8월 4일 막스 하이만이 사장으로 지명되었다. 13년간 임기 동안 그는 쉬드 아비아시옹 카라벨과 보잉 707 기종에 기반을 둔 현대화 정책을 펼쳤다. 1949년 회사는 국제항공통신공동체(SITA)의 설립자 중 하나였다. 에어 프랑스는 1953년부터 데 하비란드 고멧 1 기종을 잠시 사용했으나 커스 비스카운트로 대체되었다. 1959년에 에어 프랑스는 화려한 두 개의 제트 엔진을 가진 쉬드 아비아시옹 카라벨을 널리 사용하기 시작하였다. 또한 보잉기의 사용도 꾸준했다.
그러나 유럽의 국적 항공사였으므로 1974년부터는 에어버스를 채택하였다. 1976년 에어 프랑스는 파리 시 샤를 드 골 공항에서 뉴욕까지 초음속 여객기인 콩코드 SST를 운항하기 시작하였다. 이 여객기는 파리에서 뉴욕까지 3시간 20분이 소요되었는데 이는 음속의 2배에 해당하는 속도였다. 1990년 1월 12일 프랑스 정부가 운영하던 모든 항공사들이 에어 프랑스 그룹으로 합병되었다.
새 지주회사 그룹 에어 프랑스는 1994년 7월 25일의 법률에 의하여 설립되고 1994년 9월 1일 업무를 개시하였다. 이 회사는 에어 프랑스와 에어 인터(에어 프랑스 유럽으로 명칭 변경)의 대주주가 되었다. 1997년에 에어 프랑스 유럽은 에어 프랑스에 완전히 흡수되었다. 1999년 2월 10일 프랑스 정부는 에어 프랑스를 파리 주식 시장에서 일부를 민영화하였다. 에어 프랑스는 2000년 6월에 설립된 스카이팀의 설립 멤버이다.
2003년 9월 30일 에어 프랑스와 네덜란드에 기반을 둔 KLM과 합병하여 새로운 회사인 에어 프랑스-KLM으로 태어난다고 발표하였다. 합병은 2004년 5월 5일에 이루어졌다. 전 에어 프랑스의 주주들은 새 회사의 지분 81%(프랑스 정부가 44%, 다른 민간 주주가 37%)을 가지고 전 KLM이 나머지를 가지고 있다.
프랑스 정부의 지분은 전 에어 프랑스의 54.4%에서 에어 프랑스-KLM의 44%로 줄어서 에어 프랑스의 민영화에 영향을 주었다. 2004년 12월 프랑스 정부는 보유지분 중 18.4%를 매각하여 이제 지분이 20% 아래로 떨어졌다.
유럽 항공사 최초로 A380-800을 도입했으나, 낮은 경제성을 이유로 2019년 말부터 퇴역시키기로 결정했다. 결정적으로 2020년 초 코로나19 사태가 벌어지면서, A380-800은 2020년 5월 20일에 전량 퇴역했다.

## 운항 노선
- 2014년 4월 기준으로 에어 프랑스는 다음과 같은 노선을 운항하고 있다.

### 코드셰어 협정
- 에어 프랑스는 다음과 같은 항공사와 코드셰어 협정을 맺고 있다. 또한 시티제트, 레지오날, 브릿 에어를 포함해 스카이팀 회원사와 코드셰어가 가능하다.[2]

| - GOL 항공 - KLM (스카이팀) - TAAG 앙골라 항공 - 가루다 인도네시아 항공 (스카이팀) - 대한항공 (스카이팀) - 룩스에어 - 몬테네그로 항공 - 방콕 항공 - 베트남 항공 (스카이팀) - 불가리아 항공 | - 스칸디나비아 항공 (스카이팀) - 아르헨티나 항공 (스카이팀) - 아에로멕시코 (스카이팀) - 아에로플로트 (스카이팀) - 아제르바이잔 항공 - 알래스카 항공 - 에어 모리셔스 - 에어 발틱 - 에어 세르비아 - 에어 세이셸 | - 에어 아스타나 - 에어 오스트랄 - 에어칼린 - 에어 코르시카 - 에어 타히티 누이 - 에티하드 항공 - 오스트리아 항공 (스타얼라이언스) - 우크라이나 국제항공 - 웨스트제트 - 일본항공 (원월드) | - 전일본공수 (스타얼라이언스) - 조지아 항공 - 중국남방항공 - 중국동방항공 (스카이팀) - 케냐 항공 (스카이팀) - 크로아티아 항공 (스타얼라이언스) - 핀에어 (원월드) |

## 보유 기종
- 2021년 3월 에어 프랑스는 다음과 같은 기종을 운항하고 있으며 화물 기종을 제외한 전 기종의 평균 기령은 9.1년이다.[4][5][6][7][8]

## 자회사

### 에어 프랑스 카고
- 에어 프랑스 카고(영어: Air France Cargo)는 에어 프랑스의 자회사이자 화물 항공사로 주로 에어 프랑스의 허브 공항과 국제공항의 화물기를 취항하며 보유 기종은 보잉 777F로 운항하고 있으며 KLM 카고와 함께 스카이팀 카고에 소속되어 있다.

### 시티제트
- 시티제트(영어: Cityjet Limited)는 아일랜드 더블린 스워즈 비즈니스 캠퍼스에 본사를 두고 있는 아일랜드의 지역 항공사로 1992년에 설립되었다.[27] 1994년에 최초로 취항했으며 주로 아일랜드의 국내선과 유럽의 국제선 노선을 취항하고 있다.

### HOP!
- HOP!는 2012년 기존의 레지오날과 브릿 에어가 상호 합병하며 브랜드 단일화를 위하여 새롭게 등장항 지역 항공사로 2013년 운항을 시작하였다. 허브로는 파리 오를리 공항과 생텍쥐페리 국제공항을 거점으로 하고 있으며 기존 레지오날과 브릿 에어가 사용한 기종을 계속 사용중이다.

### 트랜스비아닷컴 프랑스
- 트랜스비아닷컴 프랑스(영어: Transavia Airlines France)는 2006년에 설립된 항공사로 에어 프랑스의 자회사이자 저가 항공사로 주로 아프리카, 아시아, 유럽에 취항하고 있으며 2007년부터 취항하기 시작했다.

## 사건 및 사고
- 에어프랑스 66편
- 에어프랑스 72편
- 에어프랑스 298편
- 에어프랑스 358편
- 에어프랑스 447편
- 에어프랑스 4590편
- 에어프랑스 8969편
- 에어프랑스 296편
- 엔테베 작전 (에어프랑스 139편)

## 사진

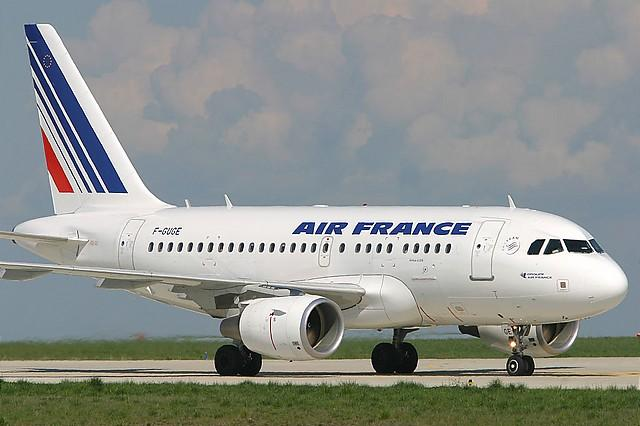
에어프랑스 소속 에어버스 A318-100 항공기
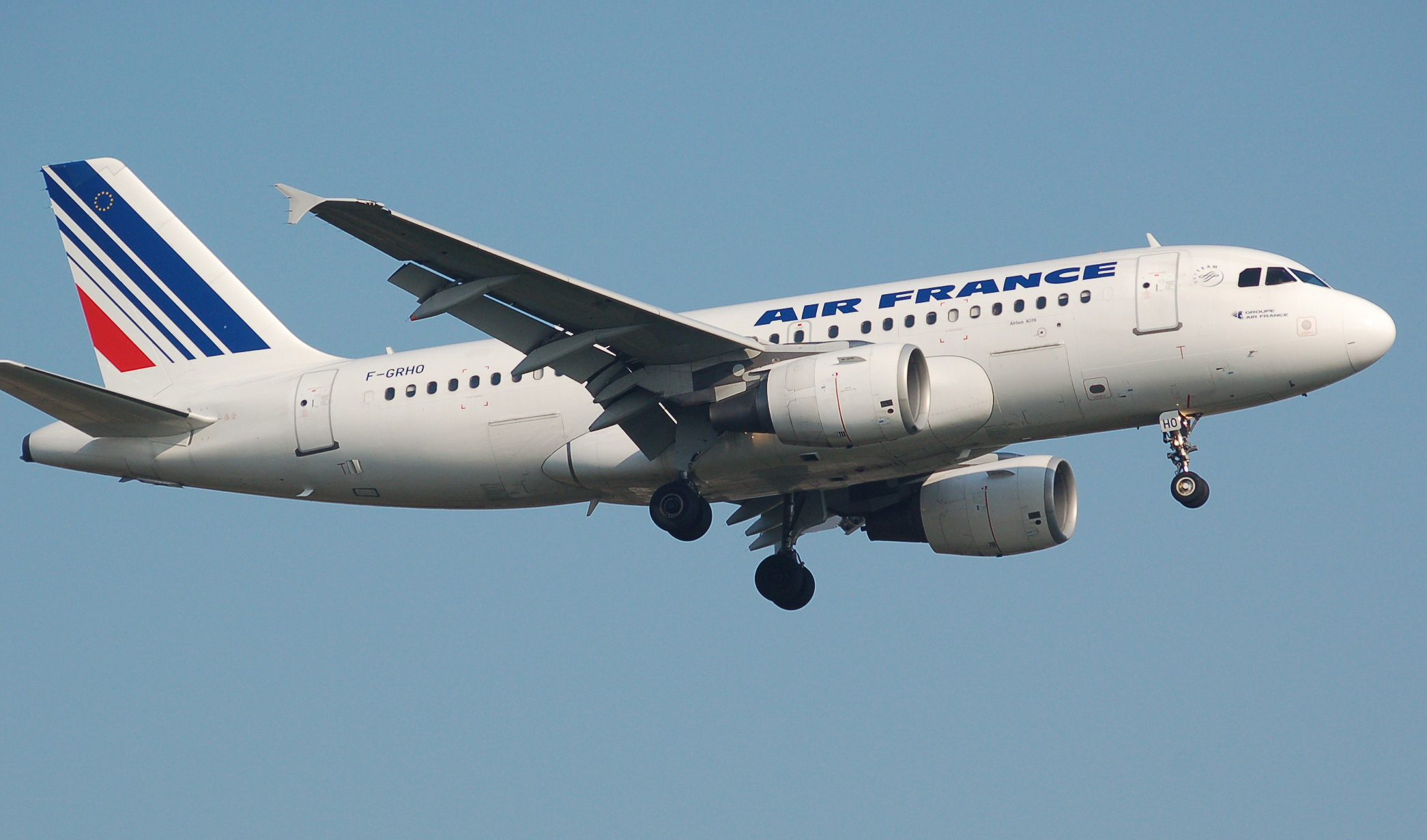
에어프랑스 소속 에어버스 A319-100 항공기
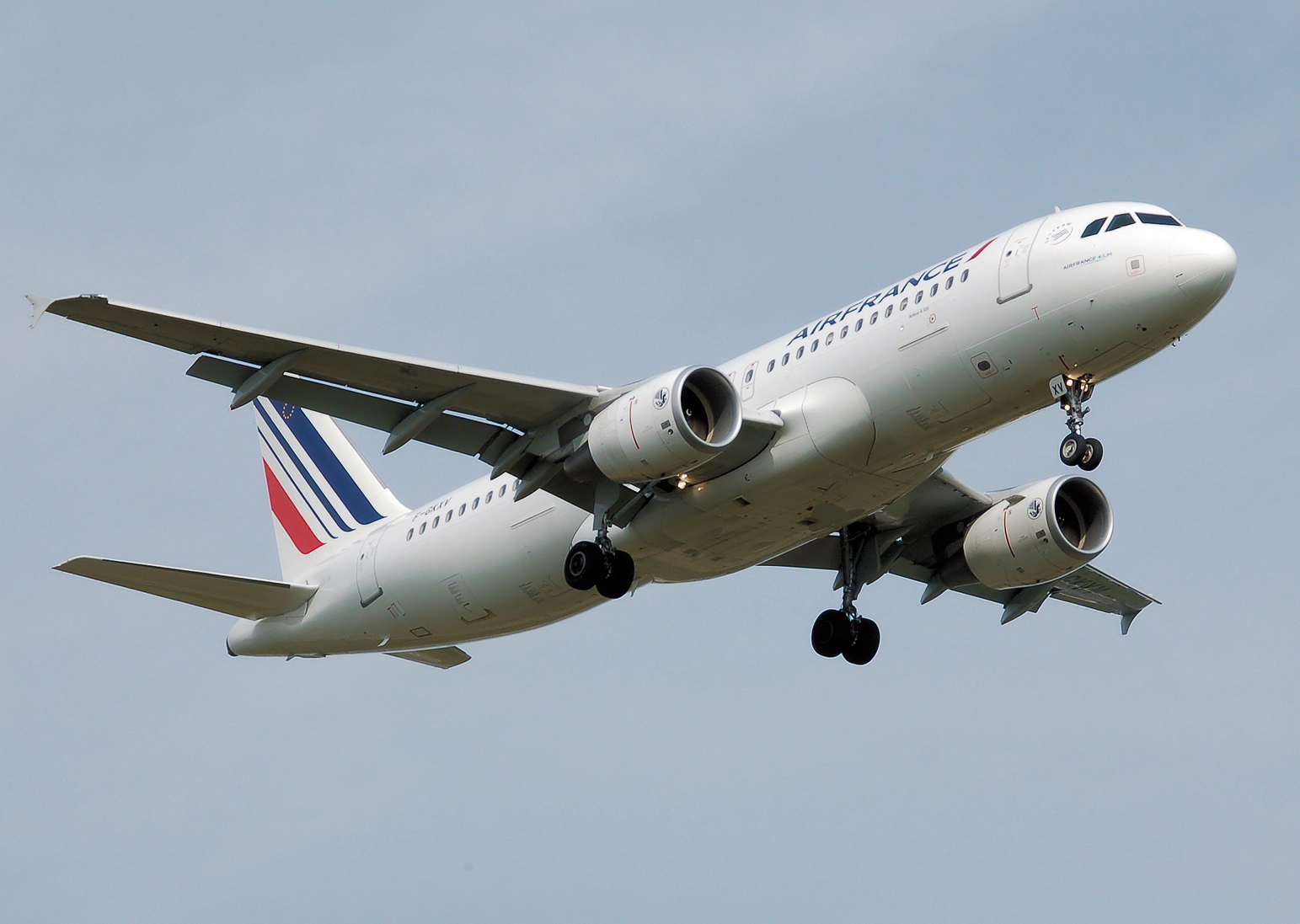
에어프랑스 소속 에어버스 A320-200 항공기
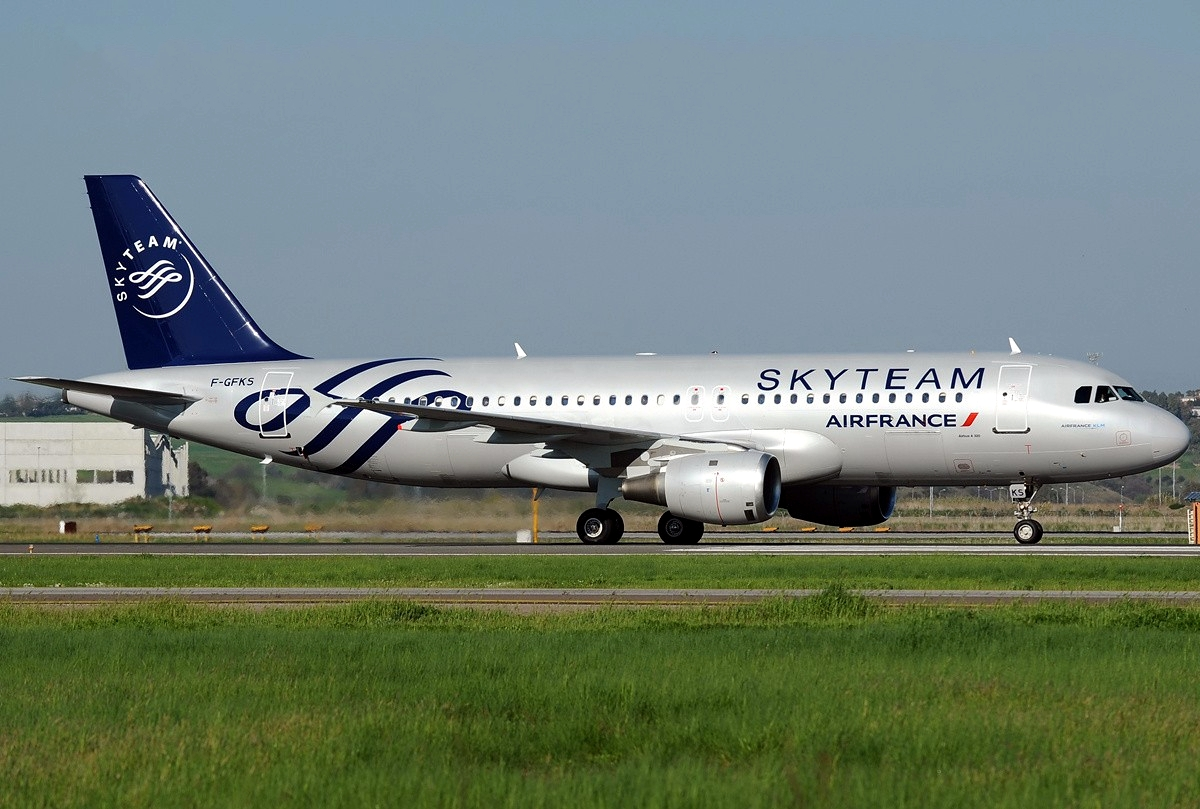
스카이팀 도장을 한 에어프랑스 소속 에어버스 A320-200 항공기
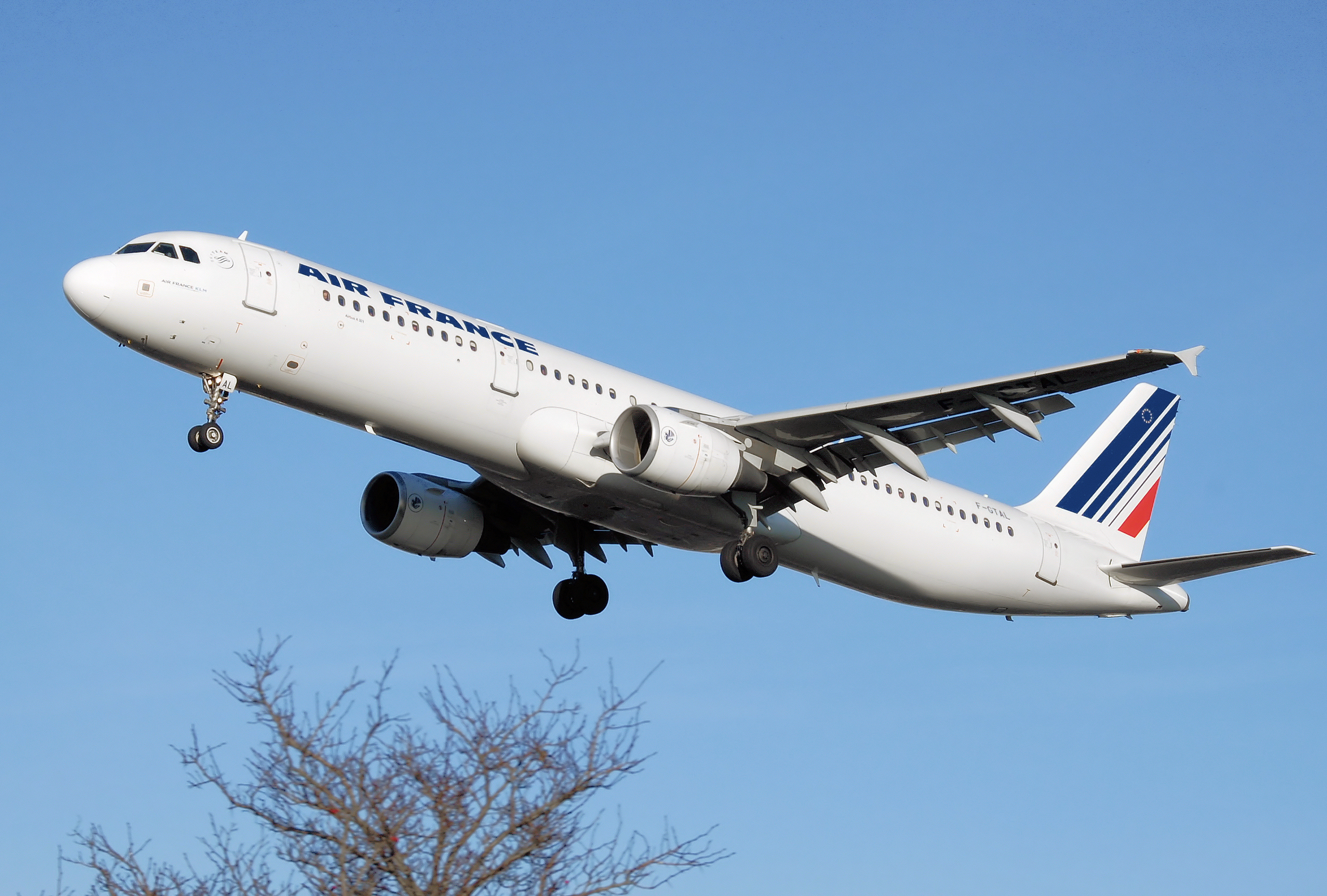
에어프랑스 소속 에어버스 A321-200 항공기
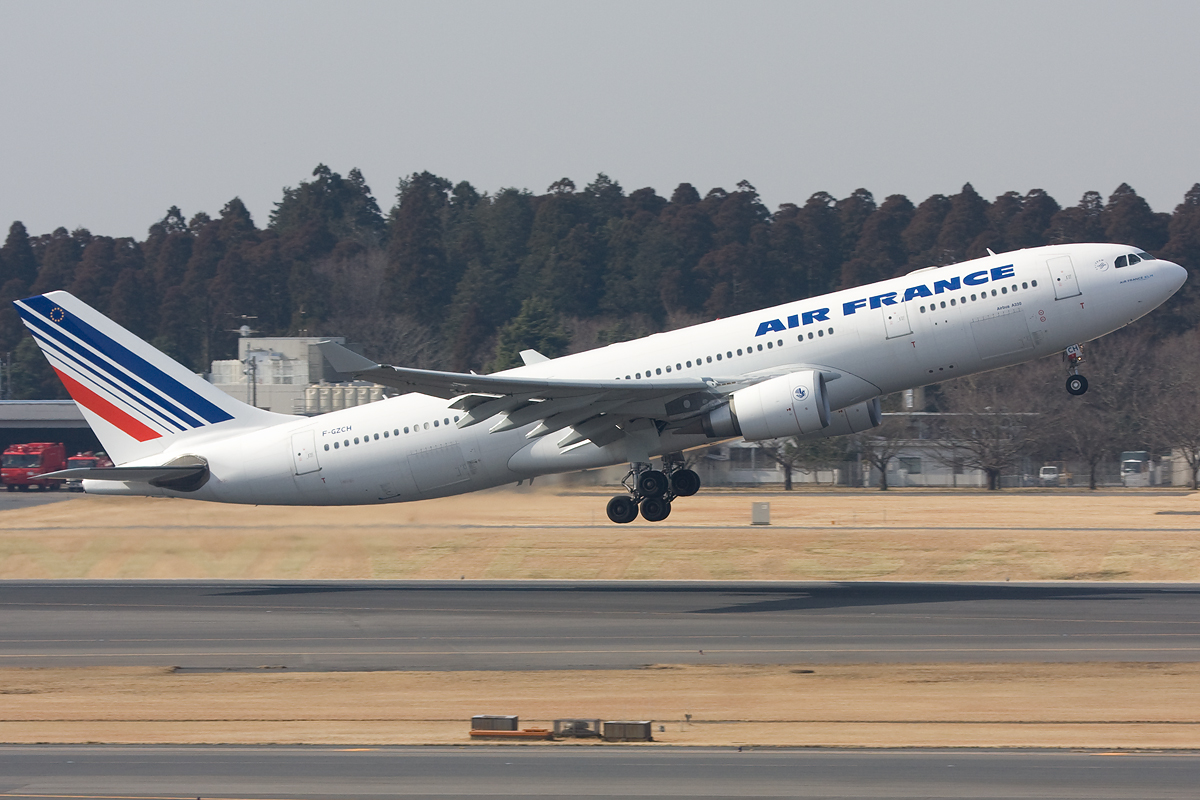
에어프랑스 소속 에어버스 A330-200 항공기
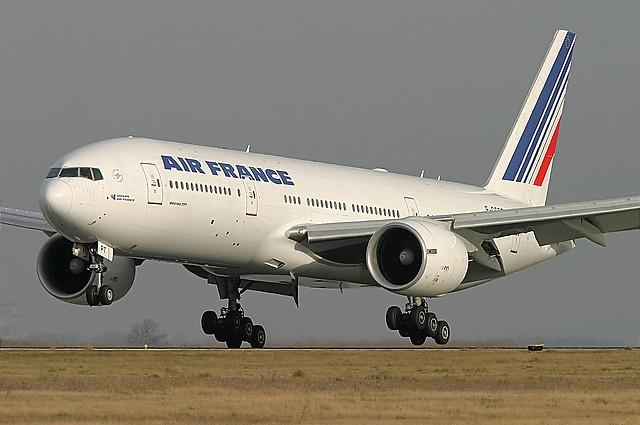
에어프랑스 소속 보잉 777-200ER 항공기
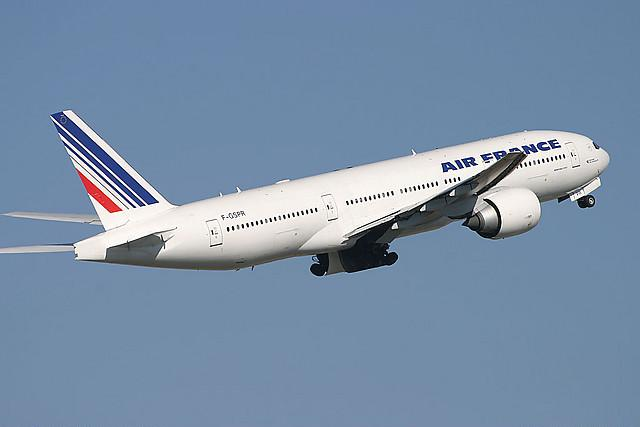
에어프랑스 소속 보잉 777-200ER 항공기
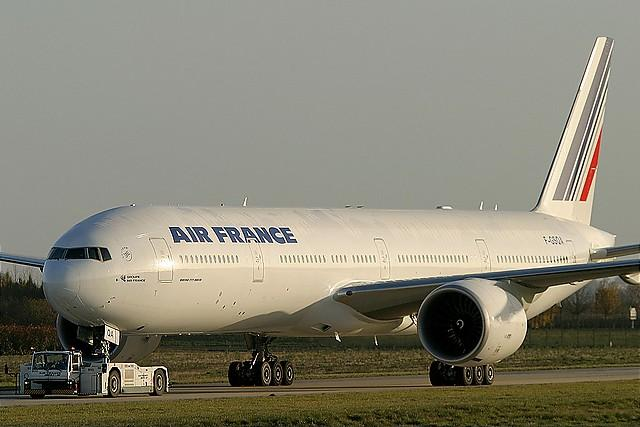
에어프랑스 소속 보잉 777-300ER 항공기
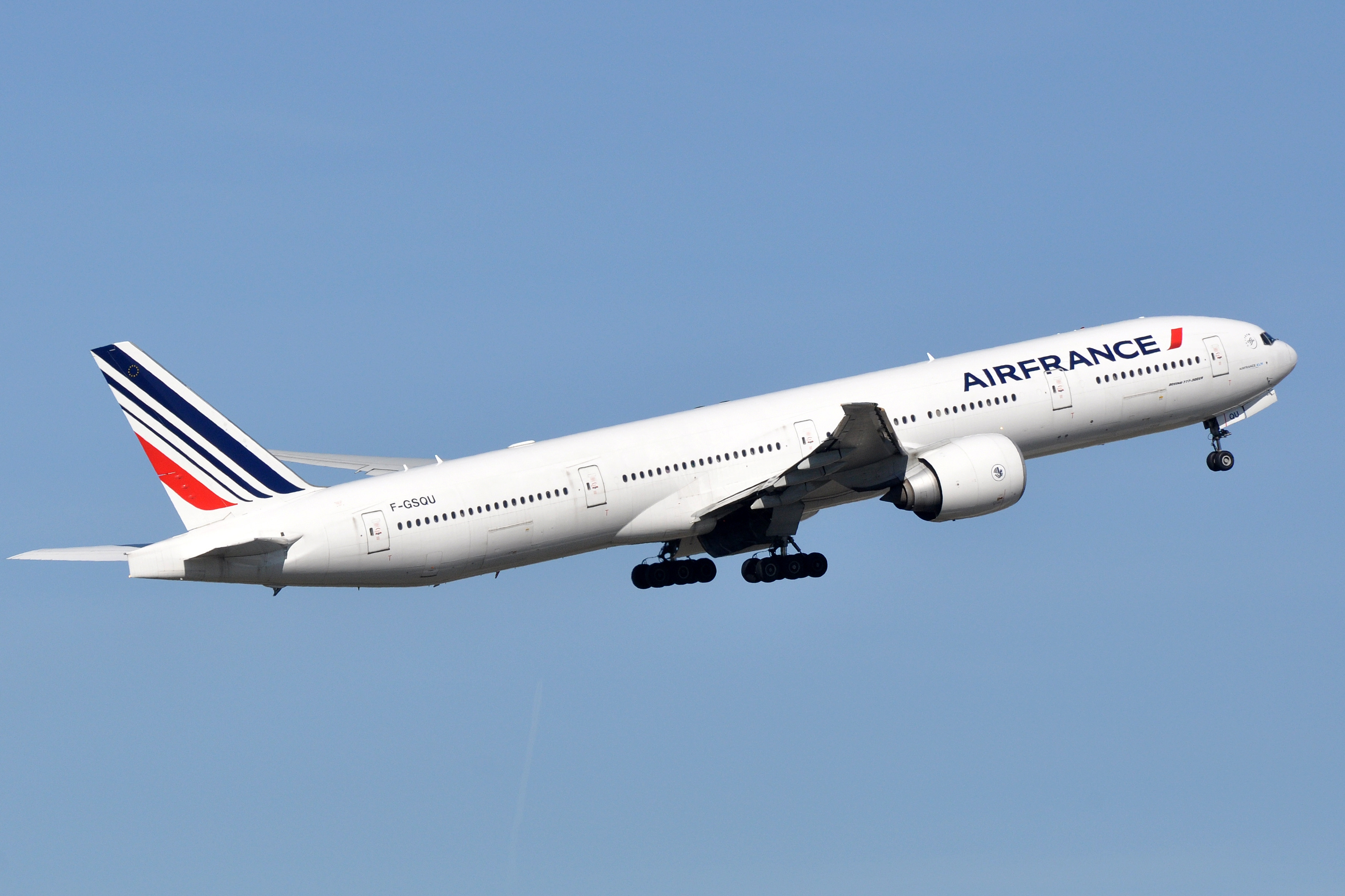
에어프랑스 소속 보잉 777-300ER 항공기
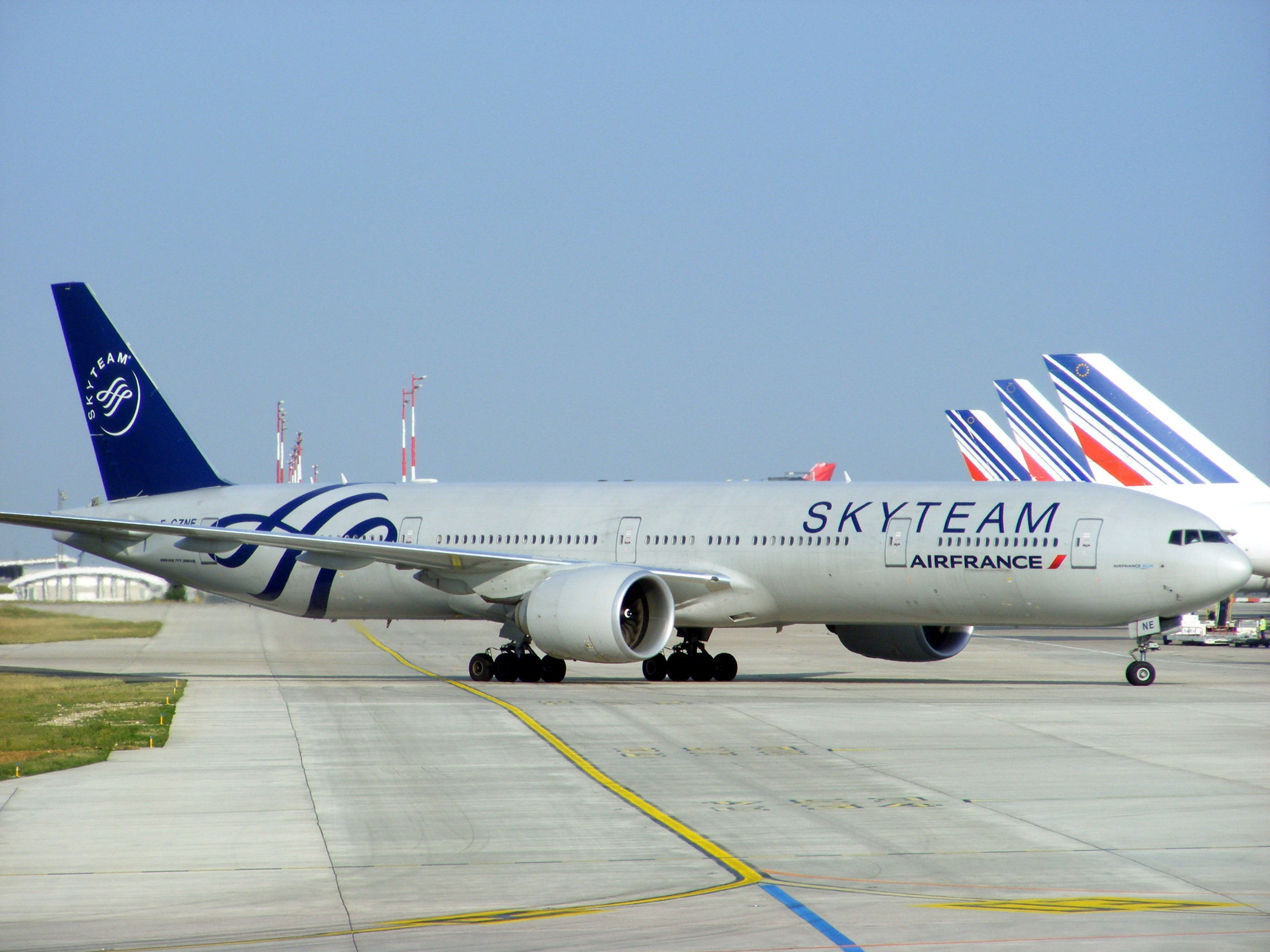
스카이팀 도색을 적용한 에어프랑스 소속 보잉 777-300ER 항공기
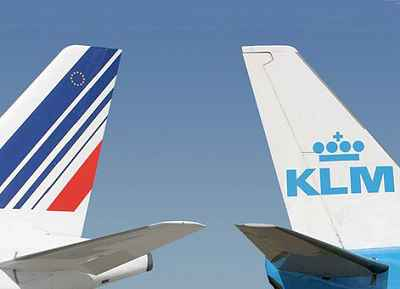
에어프랑스-KLM과 합병 후 에어프랑스 마크와 KLM 마크
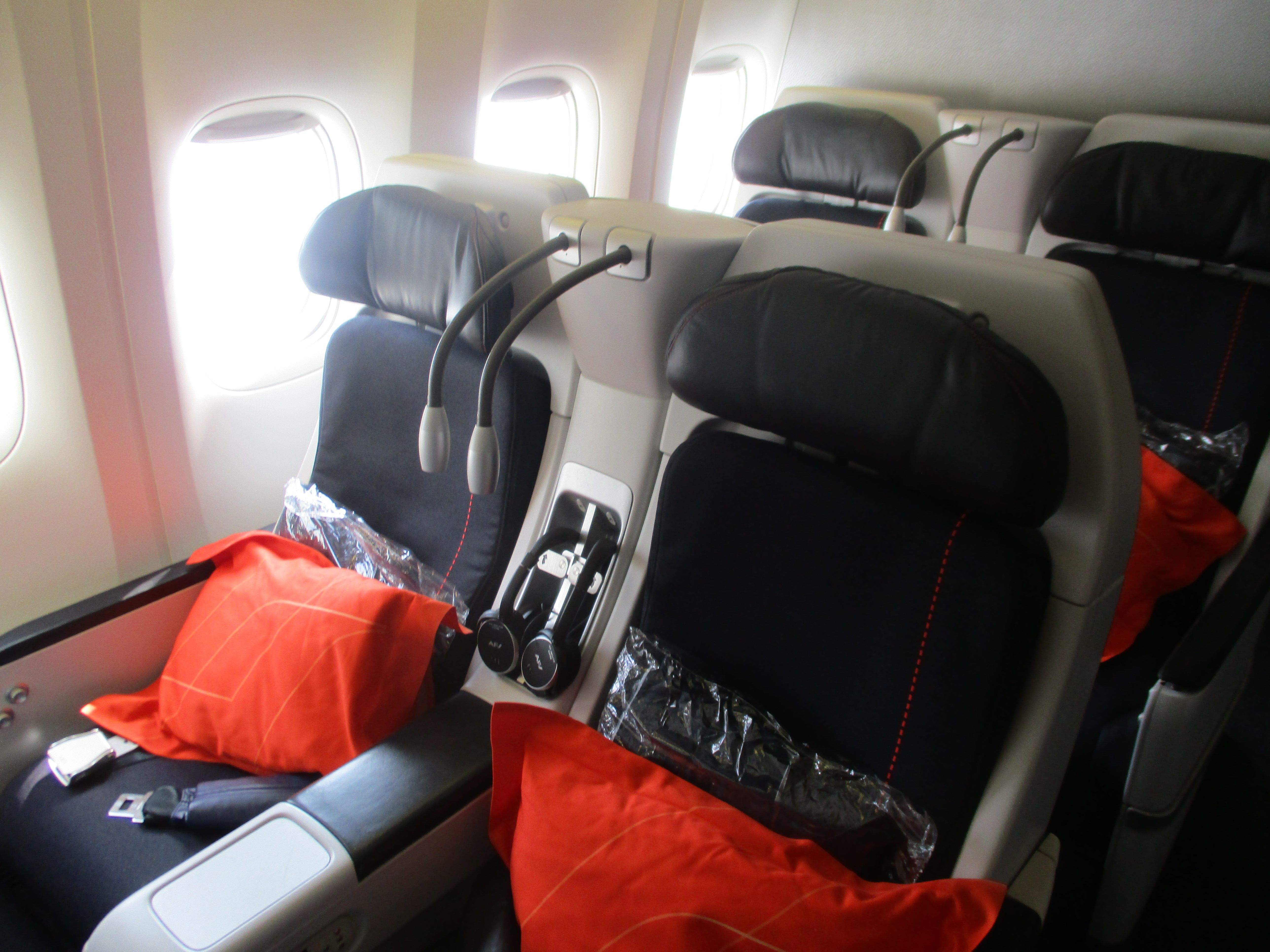
에어 프랑스 프리미엄 이코노미 석

## 같이 보기
- 지도주의
- 프랑스의 항공사 목록